# مأوى

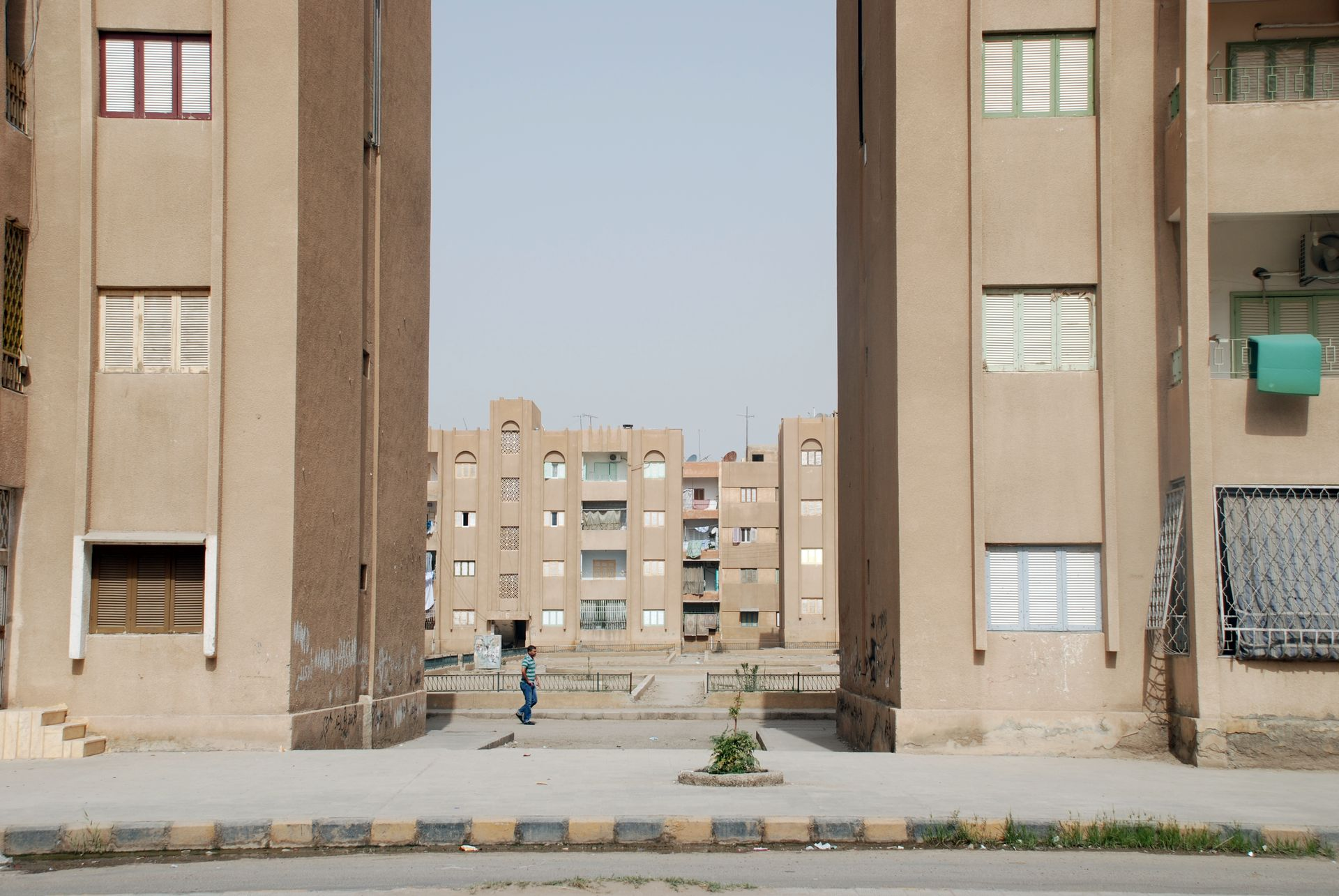
عمارات سكنية في الرقة.

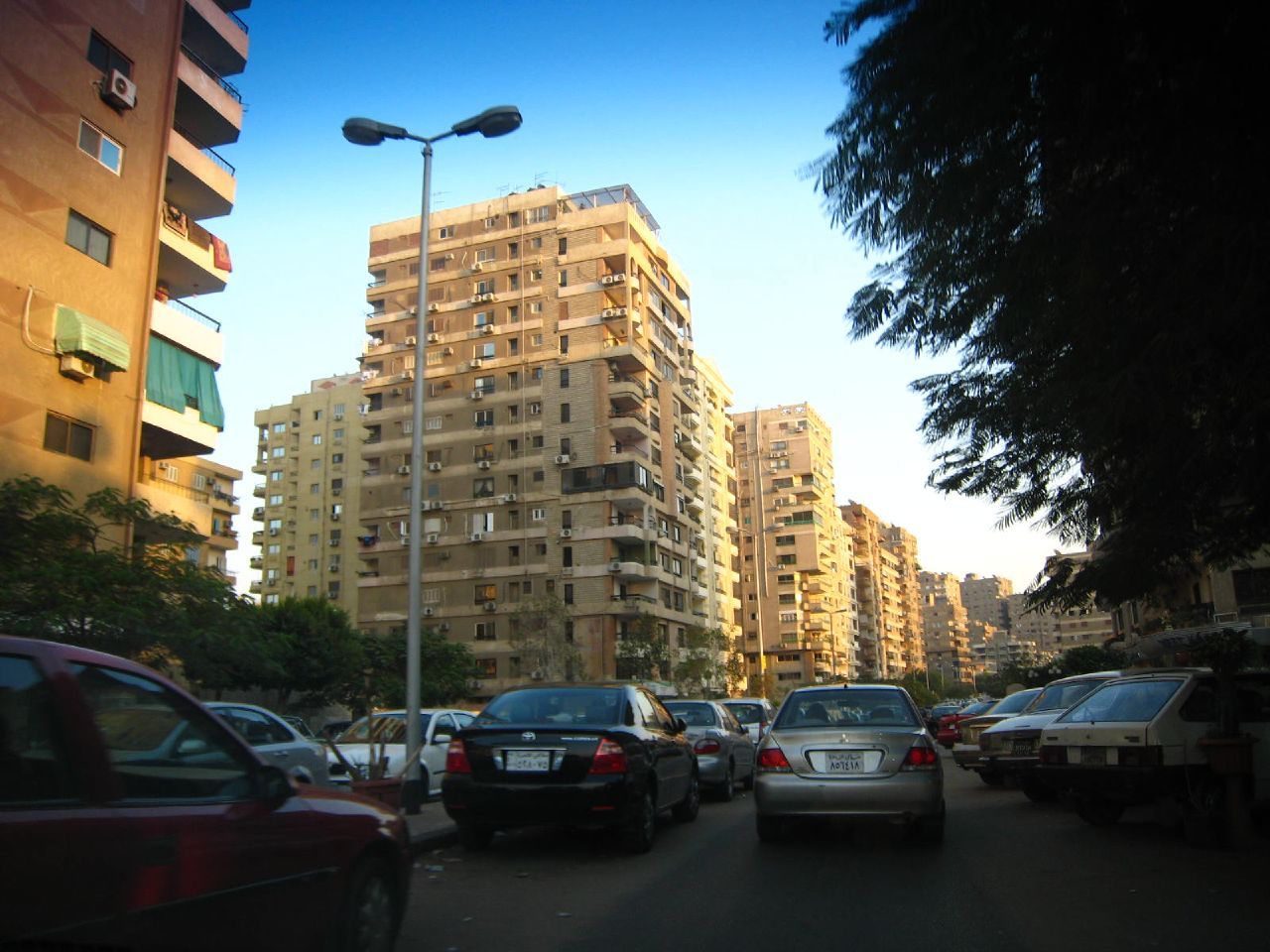
أبراج سكنية في القاهرة.

المأوى بناء أو مكان طبيعي، يوفر الحماية من الظروف الجوية الرديئة أو الأخطار أو الآفات الحشرية. ويحتاج الناس للمأوى ليقيهم من الزمهرير وشدة الحرارة والأمطار والثلوج والعواصف.

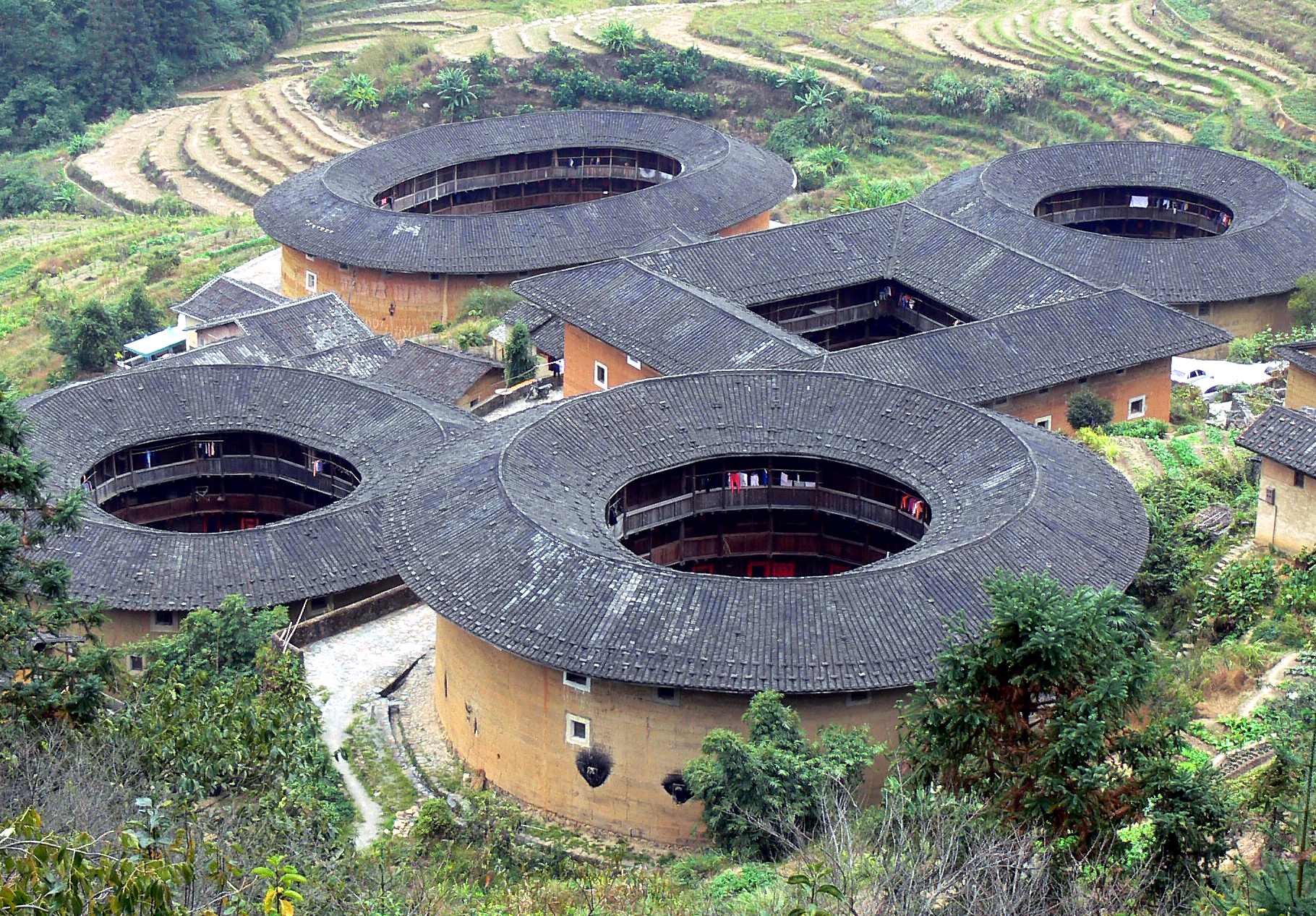
فوجيان تولو مساكن صينية جماعية تقليدية.

وهناك أنواع كثيرة من المآوي. ويُعَدُّ المنزل والشقة والكوخ أكثرها انتشارًا. وهناك أنواع أُخرى، مثل الغار والمظلة والكشك. والمآوي القابلة للنقل تشمل الخيمة والعربة المقطورة وكذلك الزورق المنزلي واليخت ذات المحركات.
كانت المآوي الأولى للإنسان تُبنى من جلود الحيوان أو الحجارة أو القش أو العِرْشِ أو الأخشاب. وتُبنى المآوي اليوم من مواد مختلفة عديدة، مثل الطوب والأخشاب، ويتكوّن هيكل المباني العالية من الفولاذ والخرسانة. كما يستخدِم البنّاؤون الألومنيوم والزجاج والبلاستيك أيضًا.

## لماذا تختلف المآوي في العالم
يبني الناس أنواعًا كثيرة من المآوي في العالم. ويعتمد نوع المآوي التي يبنونها أساسًا على المناخ وكذلك على نوع مواد البناء المتوافرة.

## المناخ
في المناطق الحارة، كما في بعض البلدان العربية وجنوبي وجنوب غربي الولايات المتحدة، يَسْمَح دفء الجو بأن يقضي النّاس الكثير من الوقت خارج المنازل. إلا أنّهم لايزالون في حاجة إلى الحماية من الشّمس والأمطار والحشرات. وتحتوي المنازل في هذه المناطق على نوافذ وأبواب مغطاة مع وجود فتحات أخرى تسمح بدخول النّسيم في الوقت الذي تُحْجَز الحشرات فيه من الدخول.
وفي مناطق من شمالي أوروباو كندا ومناطق أخرى باردة، تُصمَّم المنازل لتَحْتجز البرودة في الخارج وتحتفظ بالحرارة في الدّاخل. فقد يكون للمباني جدران سميكة ونوافذ مضادّة للعواصف حتى تُقلّل إلى أدنى حدّ من فقدان الحرارة.
وفي مثل هذه المُدُن الشّمالية كتورنتو وكلجاري بكندا توصل أنفاق مُدفأَة بين المنازل من ناحية والمكاتب ومجمعات الأسواق والمسارح والمرافق الأخرى من ناحية ثانية. وقد يؤدّي سُكّان هذه المباني أنشطتهم اليوميّة خلال أشهر الشّتاء دون أن يخرجوا.
وفي الدُّول الجليديّة، مثل النُّرويج والسويد، يبني السُّكّان منازلهم بأسقف منحدرة حتى ينزلق الجليد بسهولة. كما يبنون الأسقف بقوة كافية لحمل أوزان الجليد الثقيلة.

## طرق ومواد البناء
تختلف طُرق ومواد البناء كثيرًا بين دول العالم. ففي المناطق ذات الغابات الواسعة، يستخدم كثير من النّاس الخشب لبناء المنازل، إلا أن معظم المباني الخشبية تكون أقل قوّة من تلك المبنية بالطُّوب والخرسانة. فالبناؤون في كل مكان تقريبًا يستطيعون استخدام الخرسانة والطوب.
وفي المناطق قليلة الأمطار، يبني النّاس مساكنهم من الطّين أو الطَّفْل. ففي المكسيك مثلاً يخلط السُّكان الطَّفْل بالطين مع الماء ليصنعوا الَّلبِنَ أو الطُّوب قبل حرقه. ويعيش بعض النّاس في الهند ودول أخرى في مساكن من الطَّفْل، وفي المناطق الجافّة من إفريقيا يبني الناس مساكنهم من الطّين.
وفي المناطق المدارية الرّطبة، تُسبب الرُّطوبة تعفُّن المساكن الخشبيّة خلال سنوات قليلة. فالنّاس في هذه المناطق يبنون مساكنهم من مواد أخرى. فعلى سبيل المثال، في بعض مناطق إفريقيا وفي كثير من جزر المحيط الهادئ يِنْسِج النّاس منازلهم من سيقان الحشائش الطويلة. أما العمارات العالية المصنوعة من الفولاذ والخرسانة، فهي الأكثر انتشارًا في الدول الصناعية مثل المملكة المتحدة والولايات المتحدة. ولا تخلو أية دولة تقريبًا من بعض الإنشاءات المصنوعة من الفولاذ والخرسانة. وتتكون المباني سابقة التجهيز من أجزاء تُصنَّع في مصنع معين، ثم تُشحن إلى موقع الإنشاء. وهناك يقوم عُمال الإنشاءات بتجميع هذه الأجزاء. وتُستخدم كميات كبيرة من البلاستيك ومواد خفيفة أخرى في بناء كثير من المساكن سابقة التجهيز.

## المآوي عبر العصور
عصور ماقبل التّاريخ. كان بعض أفراد الجنس البشري يعيشون في كهوف. ويستعملون آلات حجرية لتعميق الكهوف وتَنعيم جدرانها. وكان بعضهم يبنون مساكنهم من جلود الحيوانات، ومن الحجارة، ومن الطُّوب الطَّفْلِي. وكانت بعض المنازل تُبنى على حمّالات خشبية عالية للحماية من الحيوانات. وكان النّاس الذين يعيشون جوار البحيرات والأنهار يبنون مثل هذه المساكن على سطح الماء. فكانوا يدفعون هذه الحمَّالات الخشبية في البحيرات أو يثبّتونها في قيعان الأنهار بجوار الشاطئ.
العصور القديمة. أدّى ظهور الحضارة إلى بناء مساكن أفضل وأكبر. فبدلاً من المآوي البسيطة، هَمَّ النّاس ببناء جدران دفاعية أقوى وقصور فَخْمة ومعابد أعظم لتشريف آلِهتم. وأفرزت هذه الجهود فنًا جديدًا هو فنّ المعمار. إلا أنّ الوظيفة الأساسية بقيت لتوفير المآوي. فعلى سبيل المثال، لم تكن الأهرامات العملاقة في مصر القديمة مجرد آثار أو نصب لحكامها البائدين وإنما كانت مآوي لبقاياهم. وبنى عامة المصريين منازل ذات أسقُف مسطّحة من الطين والطُّوب المجفّف.
بنى قدماء الإغريق المنازل حول السَّاحات، كما صمموا معابد كثيرة ومباني عامة أخرى.
وعاش أثرياء روما القديمة في منازل كبيرة مبنية من الخرسانة والطُّوب أو الحجارة. واحتوت بعض منازل روما على نظام التدفئة المركزية والسباكة. كما كان الرومان أول من استعملوا الألواح الزُّجاجية بالنّوافذ، وأنشؤوا المآوي العامة الكبيرة مثل الحمّامات والمعابد والمسارح.
العصور الوسطى استمرت من القرن الخامس الميلادي حتّى القرن السادس عشر (في أوروبا). وصمم المعماريون خلال هذه الفترة الكنائس الكبيرة، مثل تلك الموجودة في شارتريه بفرنسا وديرهام بإنجلترا. واعتقد النصارى في القرون الوسطى ـ بنظرة رمزية ـ أن الرَّب والقديسين يسكنون الكنائس. ومن هنا، كانوا يعدون الكاتدرائيات ومباني الكنائس الأخرى مساكن للكائنات المقدسة.
وبحلول القرن الحادي عشر الميلادي، عاش الحكّام الأوروبيون في قلاع ذات جدران حجرية سميكة، وتحيط بها خنادق مائية، ولها قناطر سحب تُفتَح وتُغلق. بدأ الأوروبيون في القرن الخامس عشر الميلادي بناء المنازل نصف الخشبية، وهي منازل ذات هياكل خشبية تُملأ بالطُّوب أو الأفرع المنسوجة الملصَّقَة بالطّين أو الطَّفْل. والكثير منها كان له أسقف من القش.
عصر النهضة فترة من تاريخ أوروبا، امتدت من القرن الخامس عشر الميلادي حتى القرن السابع عشر، انتعش فيها الاهتمام بالفن وعلوم العصور القديمة. ومن هنا، فقد درس المعماريون المباني الإغريقية والرومانيّة القديمة وعَدَّلوْا تصاميمهم تأثرًا بهذه النماذج الكلاسيكية. واستأجر الملوك والحُكّام وأثرياء الأوروبيين المعماريين ليصمموا لهم قصورًا مستوحاة من الإنشاءات الرومانية. وأثرت تلك النماذج الكلاسيكية على منازل أهل الطبقة الوسطى خلال عصر النّهضة.

## الثورة الصناعية
تميّزت فترة الثورة الصناعية بالنُّمو الصناعي السريع والاختراعات الجديدة، وبدأت في أوروبا خلال القرن الثامن عشر الميلادي. وأسهمت هذه الفترة في تكوين كثير من مواد البناء الجديدة إضافة إلى اتّباع أساليب جديدة في البناء. فبدأ الناس في بناء إنشاءات عالية، هياكلها من الفولاذ أو الحديد، وأصبحت الخرسانة مادّة بناء شائعة.
وأدت الثورة الصناعية إلى بناء أنواع جديدة من المآوي. فقد كان تركيز البنائين من قَبل ولقرون عديدة على المنازل والمنشآت العامّة مثل الكنائس والقصور. أمّا الثّورة الصّناعيّة فاستلزمت منشآت جديدة مثل المصانع وقاعات المعارض. فعلى سبيل المثال، تمت إقامة المعرض الكبير عام 1851م، وهو معرض صناعي عُقد في إنجلترا في بناء من الحديد والزُّجاج أُطلق عليه اسم القصر البلُّوري (كريستال بالاس). وكان هذا المبنى الذي يُشبه أحد البيوت المحمية الضخمة أول المنشآت المهمة التي تحتوي على أجزاء سابقة التجهيز. ونتيجة للثورة الصناعية، يستطيع البناؤون المعاصرون الاختيار من مجال كبير من أساليب البناء، ومواد البناء، ونماذج المنشآت.